# Puente San Marcos
Die Puente San Marcos (offiziell Puente Ingeniero Gilberto Borja Navarrete) ist eine vierspurige Straßenbrücke im Zuge der mexikanischen Carretera Federal 132D auf der Strecke von Mexiko-Stadt nach Tuxpan am Golf von Mexiko. Im 2014 fertiggestellten Abschnitt Nuevo Necaxa – Tihuatlán überquert sie den Río San Marcos in der Nähe des Ortes Xicotepec de Juárez im Bundesstaat Puebla.
Der 37 km lange Abschnitt Nuevo Necaxa – Ávila Camacho war mit 6 Tunneln und 9 Brücken der anspruchsvollste Teil der Carretera Federal 132D.

## Beschreibung
Die Puente San Marcos ist mit einer Länge von 850 m und einer Höhe von 226 m über dem Río San Marcos die größte und längste dieser Brücken. Sie beschreibt im Grundriss eine Kurve mit einem konstanten Radius von 1150 m und hat ein Gefälle von 5,8 %. Sie hat 7 Öffnungen mit Spannweiten von 57 + 98 + 3×180 + 98 + 57 m.
Die Spannbeton-Balkenbrücke hat eine 18,70 m breite Fahrbahnplatte und einen einzelligen, 9,2 m breiten Hohlkasten, dessen Bauhöhe von 10,0 m an den Pfeilern abnimmt bis auf 3,6 m in Feldmitte.
Der Pfeiler Nr. 4 ist mit einer Höhe von 208 m über dem 7,5 m hohen Fundament der zweithöchste Brückenpfeiler der Welt (nach dem 245 m hohen Pfeiler Nr. 2 des Viaduc de Millau). Die anderen Pfeiler sind 33 m (P1), 76 m (P2), 166 m (P3), 121 m (P5) und 54 m (P6) hoch. Die Pfeiler haben am Kopf einen rechteckigen Hohlquerschnitt von 9,2 × 8,0 m, der sich nach unten etwas vergrößert. Der Pfeiler Nr. 4 hat an der Basis einen Querschnitt von 17,53 × 13,55 m. Sein Fundament aus Stahlbeton in der Form eines Pyramidenstumpfes ist mit 73 Bohrpfählen bis zu 25 m tief im Untergrund verankert. Die Pfeiler wurden mit konventionellen Kletterschalungen errichtet, beim Pfeiler Nr. 4 kam eine Selbstkletterschalung von PERI zum Einsatz.
Während der Planungsphase wurden ausführliche Windkanaltests der Brücke und der Form des Tales durchgeführt. Dabei zeigt sich, dass New-Jersey–Betonschutzwände als äußere Fahrbahnbegrenzung einen ausreichenden Schutz der Lkws vor Sturmböen bietet.
Die Planung der Brücke erfolgte durch das spanische Unternehmen FCC Construcción, die Ausführung durch ein Joint venture aus FCC Construcción und dem mexikanischen ICA (Ingenieros Civiles Asociados).
Der Bau der Brücke begann 2009 und wurde 2012 fertiggestellt. Der Abschnitt der Straße wurde nach anderweitigen Arbeiten 2014 dem Verkehr übergeben.